# Krasnooktiabrskij (Mari El)
Krasnooktiabrskij (ros. Краснооктябрьский) – osiedle typu miejskiego w środkowej Rosji, na terenie wchodzącej w skład tego państwa Republiki Mari El, we wschodniej Europie.
Miejscowość liczy 4314  mieszkańców (1 stycznia 2005 r.).